# Monsieur Hire
Monsieur Hire (pronunciació francesa: [məsjø iʁ]) és una pel·lícula de drama criminal francesa del 1989 dirigida per Patrice Leconte i protagonitzada per Michel Blanc i Sandrine Bonnaire. La pel·lícula va rebre nombrosos premis, així com una crítica brillant del crític de cinema estatunidenc Roger Ebert, que després va afegir la pel·lícula a la seva llista de "Grans pel·lícules." El guió de la pel·lícula es basa en la novel·la Les Fiançailles de M. Hire de Georges Simenon i compta amb música original de Michael Nyman. La novel·la de Simenon va ser filmada anteriorment el 1947 per Julien Duvivier com a Panique protagonitzada per Michel Simon.
La pel·lícula va ser presentada al 42è Festival Internacional de Cinema de Canes. Va guanyar el Prix Méliès del Sindicat Francès de Crítics de Cinema i el premi a la millor pel·lícula estrangera als 27è Premis Guldbagge.

## Sinopsi
Hire (originalment Hirovitch) és un solter aïllat que treballa com a sastre, sense cap contacte humà fora de la seva feina més enllà de visites puntuals a un prostíbul, a una pista de patinatge i a una bolera. Tot i que no parla amb ningú i diu que no li agrada la gent, les observa de prop i, sobretot, a una jove anomenada Alice que es trasllada a l'edifici de davant i no tanca mai les persianes. Passa les nits en secret mirant-la, amb més que curiositat o luxúria perquè s'ha enamorat d'ella.
Un vespre apareix a prop el cadàver d'una dona jove i, veient al seu veí, Hire troba el seu amic de joventut Émile, un petit criminal, intentant rentar-se la sang del seu impermeable i amagar una bossa de mà. Hire no diu res a la policia, perquè vol protegir a Alice, però llavors la policia comença a investigar-lo, i l'inspector intenta enganyar-lo i intimidar-lo perquè confessi l'assassinat.
Mentre mirava Alícia una nit des del seu apartament enfosquit, un raig revela la seva mirada mirant. D'antuvi Alícia s'horroritza en veure's espiada i, a continuació, està intrigada amb qui pot ser. Ella enginyarà una reunió fora del seu pis, però a ell li fa massa vergonya conèixer-la. A la nit següent, mira de nou obertament i indica que vindrà. Quan ella arriba, ell rebutja els seus avenços. Al final, accepta conèixer-la al restaurant de l'estació de ferrocarril, on li declara el seu amor per ella. Ell diu que posseeix una petita casa a Suïssa, a la que podrien fugir els dos, la separarien de l'assassí Émile, del crim del qual és còmplice, i que la policia el deixaria en pau.
Compra dos bitllets de tren, li'n dona un a l'Alice, i escriu una carta a l'inspector de policia denunciant a Émile. A l'estació, Alícia no es presenta, així que torna al seu apartament. L'inspector hi és amb Alice, que ha col·locat la bossa de la dona assassinada entre les coses de Hire perquè l'inspector la trobés. Hire intenta escapar, però cau del terrat i mor. Només més tard, l'inspector llegeix la carta i troba el impermeable brut d'Émile.

## Repartiment
- Michel Blanc - Monsieur Hire
- Sandrine Bonnaire - Alice
- Luc Thuillier - Emile
- André Wilms - Inspector

## Recepció
Monsieur Hire va ser una de les darreres pel·lícules que el crític de cinema Roger Ebert va afegir a la seva secció Grans pel·lícules, amb Ebert anomenant Leconte "un dels més versàtils dels directors francesos." El lloc d'agregació de crítiques Rotten Tomatoes també reporta el 100% aprovació de la pel·lícula entre 13 crítics, amb una nota mitjana de 8,1/10. Rolling Stone va dir que Leconte "ha fet una pel·lícula romànticament desconeguda d'una història grisa", i la va anomenar "un encanteri que cava als recons més foscos del cor." Entertainment Weekly remarca que la trama "està involucrada en una forma convencional, encara que no és prou complicada de treballar al nivell de misteri-thriller", però "la trista i severa actuació de Blanc ens atrapa, i Sandrine Bonnaire ... té tendresa de les femmes fatales." Time Out va dir que "la interpretació de Hire de Michel Blanc és especialment intrigant per la seva sensació de frescor sensible. Però és la direcció de Leconte qui roba l'espectacle", i la seva "economia narrativa pretén dir molt sobre el seu desgraciat protagonista."

## Premis
- Prix Méliès de 1989
- César al millor so 1990: Dominique Hennequin et Pierre Lenoir.
- 35a edició dels Premis Sant Jordi de Cinematografia: Millor actriu estrangera (Sandrine Bonnaire)[10]